# Zwichnięcie rzepki

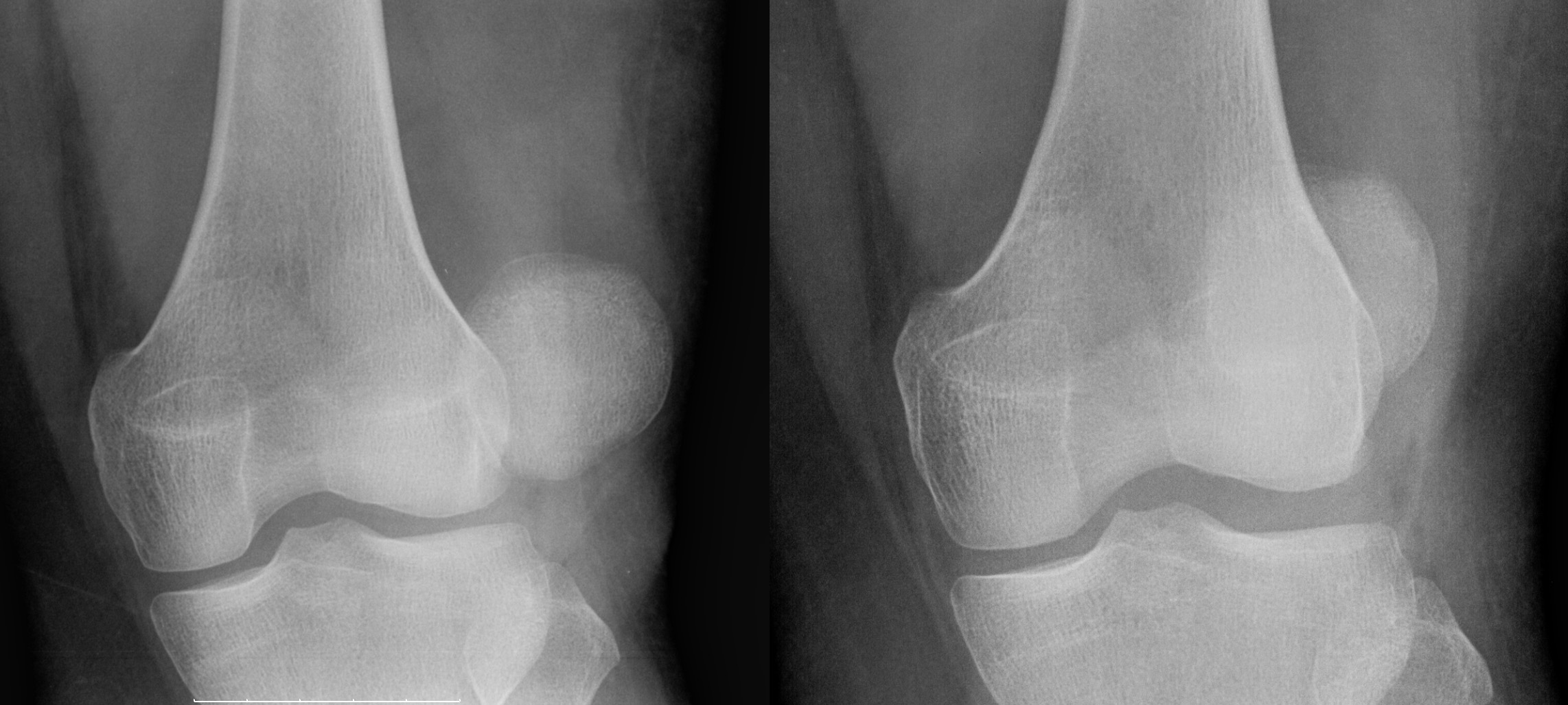
Zwichnięcie rzepki na zdjęciu RTG

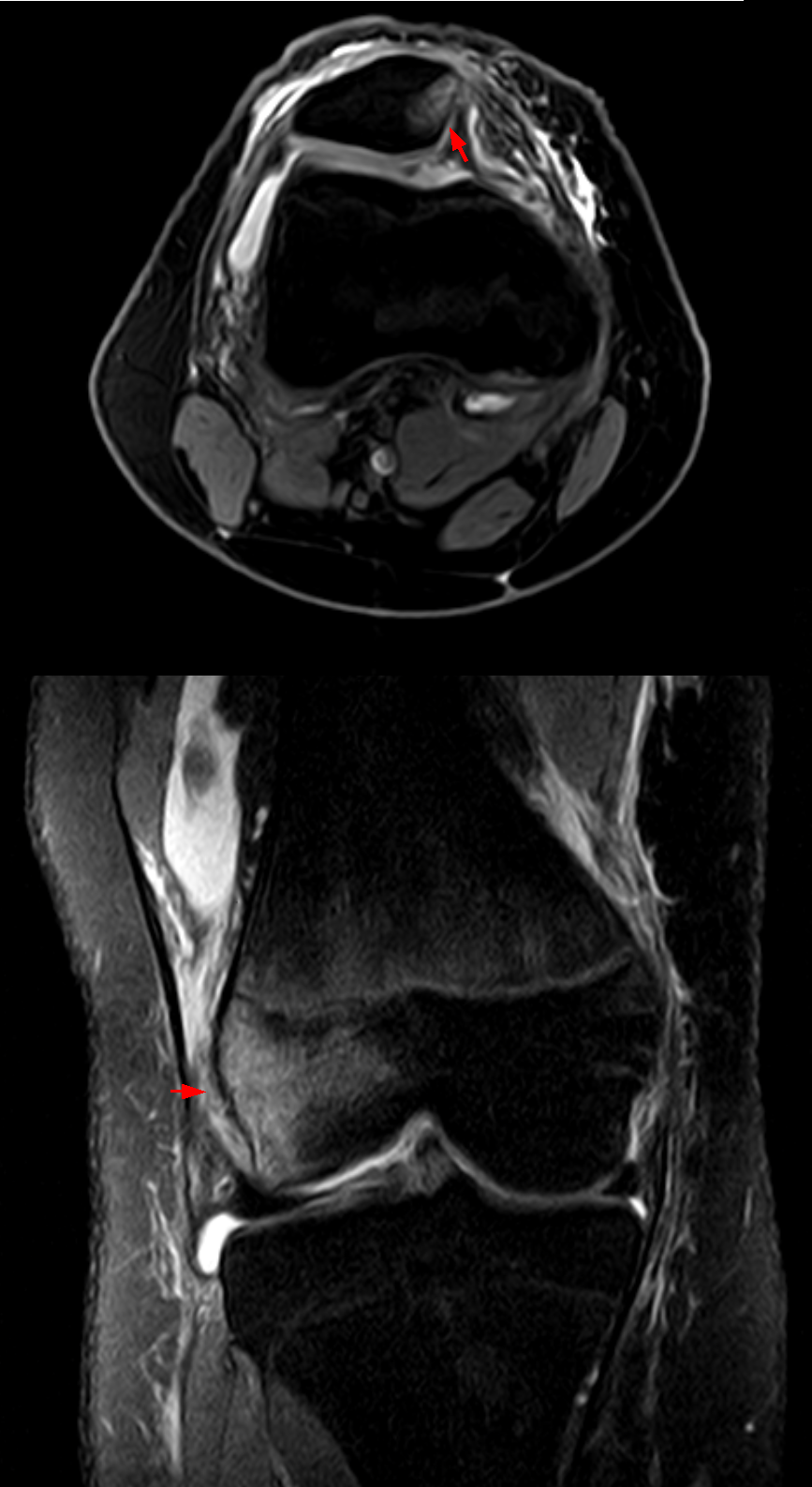
Zwichnięcie rzepki w obrazie rezonansu magnetycznego

Zwichnięcie rzepki – przemieszczenie rzepki, w którym wypada ona z bruzdy międzykłykciowej. Najczęściej rzepka ulega zwichnięciu do boku.

## Przyczyny
- Nagłe uderzenie w staw kolanowy
- Słabe napięcie mięśnia czworogłowego uda
- Inne czynniki jak np. koślawość kolan
- Hipoplazja kłykcia bocznego kości udowej

## Objawy i przebieg
Jeżeli rzepka ulega zwichnięciu i w tym samym momencie wraca na swoje miejsce, możemy mieć do czynienia z urazem niegroźnym, ale najczęściej pojawia się obrzęk i ból, a gdy nie powraca na swoje miejsce wymaga zamkniętego nastawienia. 

## Leczenie
Leczenie polega na zastosowaniu tzw. ortezy np. obejmującej goleń i udo na okres około 3-5 tygodni. Może ona zastępować opatrunek gipsowy, który obecnie jest rzadziej stosowany. Zależnie od stopnia urazu, powrót stawu do pełnej sprawności może trwać kilka miesięcy. Często wymaga rehabilitacji przez ćwiczenia mięśnia czworogłowego uda celem wzmocnienia aparatu więzadłowego stawu kolanowego.

## Powikłania
- Nawracające lub nawykowe zwichnięcie
- Uszkodzenia więzadeł i łąkotek
- Choroba zwyrodnieniowa stawu kolanowego
- Zanik mięśnia czworogłowego uda po urazie
- Chondromalacja rzepki
- Uraz psychiczny nie pozwalający na przeniesienie całego ciężaru ciała na uszkodzony staw, który mija z upływem czasu.